# Mehtar Lam
Mehtar Lam es una ciudad de Afganistán, capital de la provincia de Lagmán, es el único núcleo urbano de la provincia, posee una población de 19.151 habitantes. La ciudad está ubicada en el valle formado por los ríos Alingar y Alishing, 47 km al noroeste de Jalalabad. Hay una ruta pavimentada entre ambas ciudades que se recorre en 1 hora en auto.